# Greener Postures
Greener Postures was het tweede album van de Engelse avant-garde-muzikant Snakefinger. Het werd mede-geproduceerd door the Residents en kwam in 1980 uit op het label van deze groep, Ralph Records. Van de negen songs op het album werden er zeven mede-gecomponeerd door the Residents. In 1999 bracht East Side Digital het album uit op cd.

## Tracklist
1. Golden Goat
2. Don't Lie
3. The Man in the Dark Sedan
4. I Come from an Island
5. Jungle Princess
6. Thrashing All the Loves of History
7. Save Me From Dali
8. Living in Vain
9. The Picture Makers vs. Children of the Sea